# Етулія-Ноуа
Ету́лія-Но́уа (Нова Етулія, Єни-Тюлюкюю, рум. Etulia Nouă) — село та залізнична станція Вулканештського округу в автономії Гагаузія, у Молдові, відноситься до комуни Етулія.
Село розташоване у верхній частині озера Кагул, на кордоні з Україною. На березі знаходяться 2 літніх дитячих табори на 500 місць.